# Conte de Monpezat

Blazonul Prințului Joachim al Danemarcei, Contele de Monpezat, având în centru, stema Casei de Oldenburg și a Casei de Monpezat.

Conte de Monpezat (Greve af Monpezat în daneză) este un titlu de noblețe danez  acordat pe 30 aprilie 2008 de către Regina Danemarcei celor doi fii ai ei și descendenților lor legitimi pe linie paternă.
În daneză, un conte poarte titlul de greve, iar soția sa poartă titlul de  grevinde. Copiii lor  poartă titlul de greve (fiii) și komtesse (fiice). 

## Lista  conților de Monpezat
- Frederik, Prințul Moștenitor al Danemarcei, Conte de Monpezat, căsătorit cu Mary, Prințesa moștenitoare a Danemarcei, Contesă de Monpezat, având următorii copii:
  - Prințul Christian al Danemarcei, Conte de Monpezat
  - Prințul Vincent de Danemarca, Conte de Monpezat
  - Prințesa Isabella de Danemarca, Contesă de Monpezat
  - Prințesa Josephine de Danemarca, Contesă de Monpezat
- Prințul Joachim de Danemarca, Conte de Monpezat, căsătorit cu Prințesa Marie a Danemarcei, Contesă de Monpezat, având următorii copii:
  - Prințul Nikolai al Danemarcei, Conte de Monpezat
  - Prințul Felix al Danemarcei, Conte de Monpezat
  - Prințul Henrik al Danemarcei, Conte de Monpezat
  - Printesa Athena de Danemarca, Contesă de Monpezat

## Consecințe
Dacă unul dintre prinții care sunt numiți Contele de Monpezat, care se căsătorește fără consimțământul monarhului danez, atunci își pierde drepturile dinastice, mai degrabă decât contele de Rosenborg, deoarece conții de Rosenborg aveau domiciliul Casei de Glücksburg a prinților danezi.

## Vezi și
- Casa de Monpezat